# 小川テント
小川テント株式会社（おがわテント）は、かつて東京都江東区に本社を置き、大型膜構造物、アウトドア用品などを製造・販売していた企業。

## 概要
テント製品やアウトドア製品では「ogawa」ブランドで知られていた。また、自衛隊で使用される野外洗濯セットの製造を行った。
2011年10月31日に東京地方裁判所に破産を申請、同日付で破産手続開始決定を受けた。アウトドア用品並びに「ogawa」ブランドは関連会社である小川キャンパルが引き継いだが、2015年3月25日にキャンパルジャパンへ事業並びにブランドを譲渡し、小川キャンパルは同日付で東京地裁から破産手続開始決定を受けた。
なお、経営破綻時における関連会社4社の内、2017年現在も存続している企業はオガワファブスペース1社のみであり、前述した小川キャンパルをはじめ、小川クラウン、オガワテクノの3社は後に経営破綻した。小川テントから分社された和興企画は、当社の経営破綻時点では関連会社ではなくなっていたが、2017年現在も小川キャンパルから事業を譲受したキャンパルジャパン、オガワファブスペース、オガワテクノから事業を譲受した未来テクノの3社とは取引関係にある。

## 沿革
- 1914年（大正3年）2月14日 - 東京市京橋区八丁堀に株式会社小川治兵衛商店開業。
- 1915年（大正4年）5月 - 小川工業株式会社に社名変更。
- 1918年（大正7年）7月 - 東京市深川区に深川工場を設置。
- 1920年（大正9年）5月 - 東京市京橋区に月島工場を設置。
- 1922年（大正11年）9月 - 東京市深川区永代に本社移転。
- 1932年（昭和7年）3月 - 東京市足立区に千住工場を設置。
- 1940年（昭和15年）
  - 6月 - 広島市出汐町に同系の広島小川工業株式会社設立。
  - 7月 - 奉天に満州小川株式会社設立。
- 1943年（昭和18年）5月 - 上海に傍系の同興小川公司設立。
- 1944年（昭和19年）7月 - 埼玉県入間郡水富村（現・狭山市）に水富工場を設置。
- 1945年（昭和20年）1月 - 松本市今町に本社及び工場を一部疎開。
- 1946年（昭和21年）3月3日 - 東京市京橋区月島に工場併設の小川テント株式会社設立。
- 1948年（昭和23年）4月 - 中央区銀座に銀座分室開設。
- 1950年（昭和25年）
  - 4月 - 大阪市東区平野町（現・中央区平野町）に大阪出張所開設。
  - 5月 - 小川繊維株式会社に社名変更。
- 1951年（昭和26年）12月 - 小川テント株式会社に社名変更。
- 1952年（昭和27年）1月 - 江東区深川冬木町に深川工場を復興。
- 1955年（昭和30年）9月 - 千代田区九段に九段営業所開設。
- 1956年（昭和31年）
  - 5月 - 出汐町に広島営業所及び工場開設。
  - 12月 - 松本市分銅町に松本営業所開設。
- 1960年（昭和35年）10月 - 名古屋市東区新出来町に名古屋出張所を開設。
- 1961年（昭和36年）4月 - 本社を工場併設のまま江東区深川冬木町に新築移転。
- 1962年（昭和37年）5月 - 名古屋市港区大江町に名古屋工場を設置。
- 1963年（昭和38年）7月 - 大阪市北区老松町（現・西天満）に大阪事務所を開設。
- 1964年（昭和39年）2月 - 草津市大路にビワ縫製株式会社を設置。
- 1966年（昭和41年）4月 - 西ドイツにヨーロッパ事務所を開設。
- 1969年（昭和44年）11月 - 岩手県江刺市愛宕に江刺工場を設置。
- 1973年（昭和48年）
  - 4月 - 大阪営業所を西区京町堀に新築移転。
  - 8月 - パキスタン事務所を設置。
  - 12月 - 江東区冬木に有限会社クラウンサービス設立。
- 1977年（昭和52年）1月 - 岐阜県加茂郡坂祝町黒岩に岐阜工場を設置。
- 1982年（昭和57年）4月 - 名古屋市中区大須に名古屋出張所を開設。
- 1983年（昭和58年）4月 - 札幌市西区二十四軒に札幌出張所を開設。
- 1984年（昭和59年）
  - 5月 - 札幌出張所を中央区北8条に移転。
  - 10月 - 広島営業所を南区出汐に新築移転。
- 1986年（昭和61年）4月 - 大阪営業所を東大阪市今米に新築移転。
- 1987年（昭和62年）
  - 4月 - 有限会社キャンパルショップを設立。
  - 9月 - 名古屋営業所を北区大杉町に移転。
- 1989年（平成元年）11月 - 福岡市博多区那珂に福岡営業所を開設。
- 1992年（平成4年）7月 - 岩手県胆沢郡胆沢町小山に胆沢工場を設置。
- 1993年（平成5年）3月 - 仙台市若林区新寺に仙台出張所を開設。
- 1995年（平成7年）6月 - 岩手県江刺市（現・奥州市）玉里に有限会社スタークラウンを設立。
- 1998年（平成10年）
  - 3月 - 札幌営業所を西区発寒5条に、福岡営業所を博多区元町に、名古屋営業所を西区小田井にそれぞれ移転。
  - 6月 - 江刺市伊手に有限会社和興企画を設立。
- 2000年（平成12年）
  - 2月 - 有限会社キャンパルショップを有限会社小川キャンパルに変更し分社。その後、同社は株式会社へ移行。
  - 3月 - 本社を江東区福住に移転。有限会社クラウンサービスを江東区福住に移転
  - 4月 - 江刺市愛宕に有限会社オガワテクノを設立。坂祝町黒岩に有限会社オガワファブベースを設立、その後同社は株式会社へ移行。江東区福住に株式会社小川クラウンを設立。
- 2001年（平成13年）4月 - 江東区福住にオガワテクノ東京事務所を開設。
- 2004年（平成16年）10月 - 本社新社屋へ移転。
- 2008年（平成20年）11月 - 奥州市胆沢区に東北営業所を設置。
- 2009年（平成21年）4月 - 東北営業所を奥州市江刺区に移転。
- 2011年（平成23年）
  - 10月20日 - 破産手続開始申立準備[4]。
  - 10月31日 - 東京地裁に破産申請し、即日受理された。負債総額は約38億3800万円（平成23年8月期決算ベース）[5][6]。

## かつての関連会社
- オガワファブスペース - 当社の経営破綻後も単独企業として2017年現在も営業中。
- 和興企画 - 当社経営破綻時点で関連会社ではなくなっており、単独企業として2017年現在も営業中。
- オガワテクノ - 当社の経営破綻後も単独企業として存続していたが、2015年3月19日に東京地裁へ民事再生法適用を申請し[7]、同年3月25日に民事再生手続開始決定[8]。前田工繊が民事再生スポンサーとなり、事業は同年6月12日に前田工繊が設立した未来テクノ株式会社へ譲渡[9]。オガワテクノ自体は2017年4月に本社を岩手県奥州市から東京都港区へ移転したのち、2017年7月5日に法人格消滅[10]。
- 小川キャンパル - 当社の経営破綻後も、日本マグロ資源研究所株式会社の支援の下で単独企業として存続していたが、小川テントに対する貸倒損失によって債務超過に陥っていた他、2015年2月に支援企業であった日本マグロ資源研究所の当時の社長が脱税で逮捕されたことによる信用失墜などにより、2015年3月25日にキャンパルジャパンへ事業譲渡。小川キャンパルは同日付で東京地裁から破産手続開始決定[2]を受け、2016年7月28日に法人格が消滅[11]。
- 小川クラウン - 当社の経営破綻後も単独企業として存続していたが、2012年2月22日に東京地裁から破産手続開始決定[12]。
- スタークラウン - 当社の経営破綻時点では関連会社ではなくなっていたが、2013年9月26日に盛岡地裁水沢支部から破産手続開始決定[13]。